# Сидорейко, Василий Ларионович
Василий Ларионович Сидорейко — советский хозяйственный, государственный и политический деятель, Герой Социалистического Труда.

## Биография
Родился в 1950 году в деревне Короватичи. Член КПСС.
С 1968 года — на хозяйственной, общественной и политической работе. В 1968—2000 гг. — работник шахты «Горская» треста «Первомайскуголь» в Луганской области Украинской ССР, бурильщик Речицкого управления буровых работ треста «Белоруснефть», бурильщик, буровой мастер Сургутского управления буровых работ № 2 объединения «Сургутнефтегаз» треста «Главтюменнефтегаз» Министерства нефтяной промышленности СССР, заместитель начальника районной инженерно-технологической службы, начальник смены центральной инженерно-технологической службы, заместитель начальника районной инженерно-технологической службы в Сургутском управлении буровых работ № 2.
За большой личный вклад в увеличение добычи нефти и газа был в составе коллектива удостоен Государственной премии СССР за выдающиеся достижения в труде 1984 года.
Указом Президиума Верховного Совета СССР от 20 февраля 1987 года присвоено звание Героя Социалистического Труда с вручением ордена Ленина и золотой медали «Серп и Молот».
Избирался народным депутатом СССР.
Жил в Речицком районе Гомельской области.
Ушёл из жизни 2 ноября 2020 года.